# 테일러 둘리
테일러 둘리(Taylor Dooley, 1993년 2월 26일 ~ )는 미국의 배우이다.

## 출연 작품

### 영화
- 샤크 보이와 라바 걸의 모험 (2005)
- Monster Night (2006)
- 오늘부터 히어로 (2020)